# Acanthodactylus erythrurus
Acanthodactylus erythrurus là một loài thằn lằn trong họ Lacertidae. Loài này được Schinz mô tả khoa học đầu tiên năm 1833.

## Hình ảnh

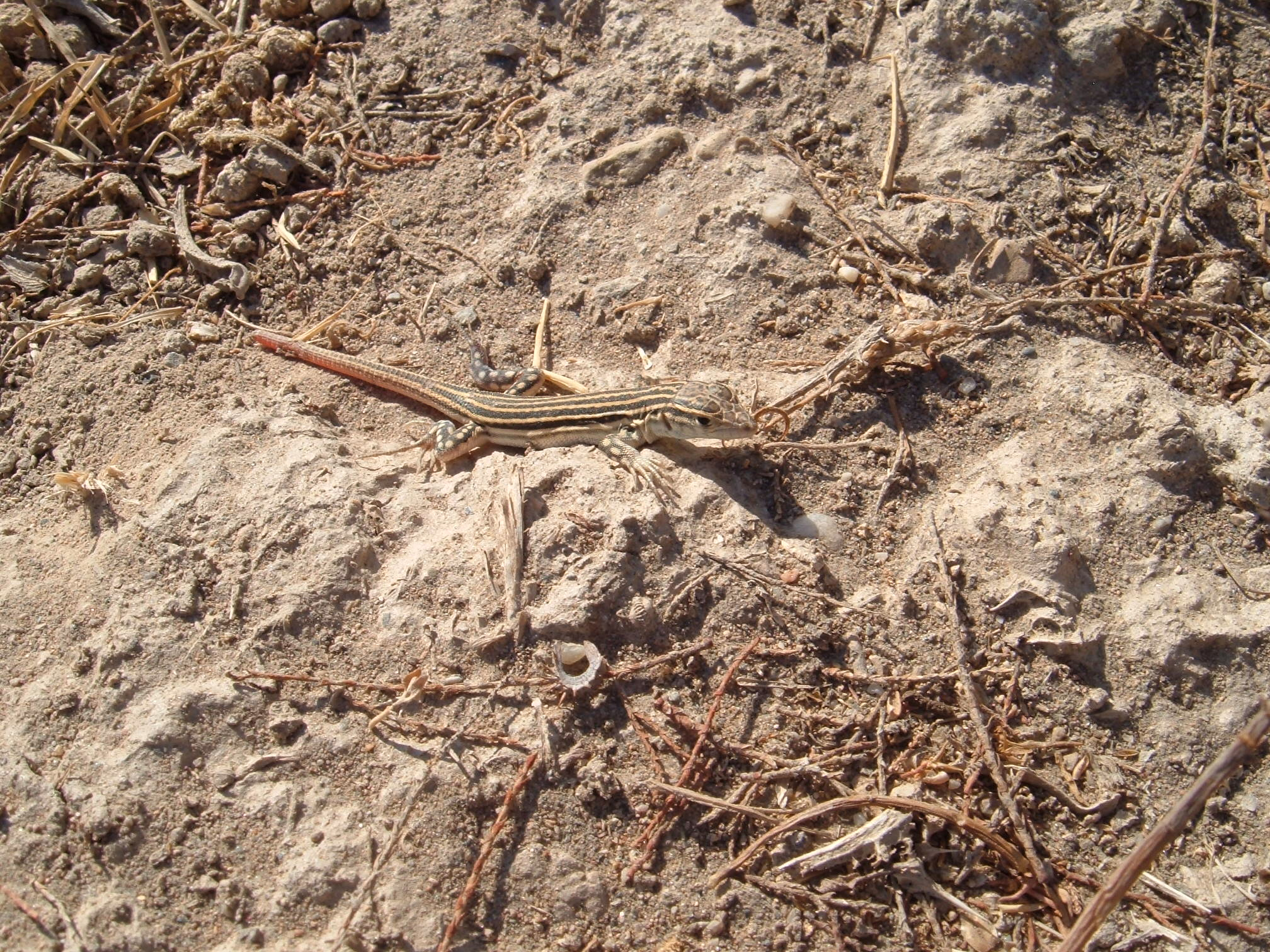
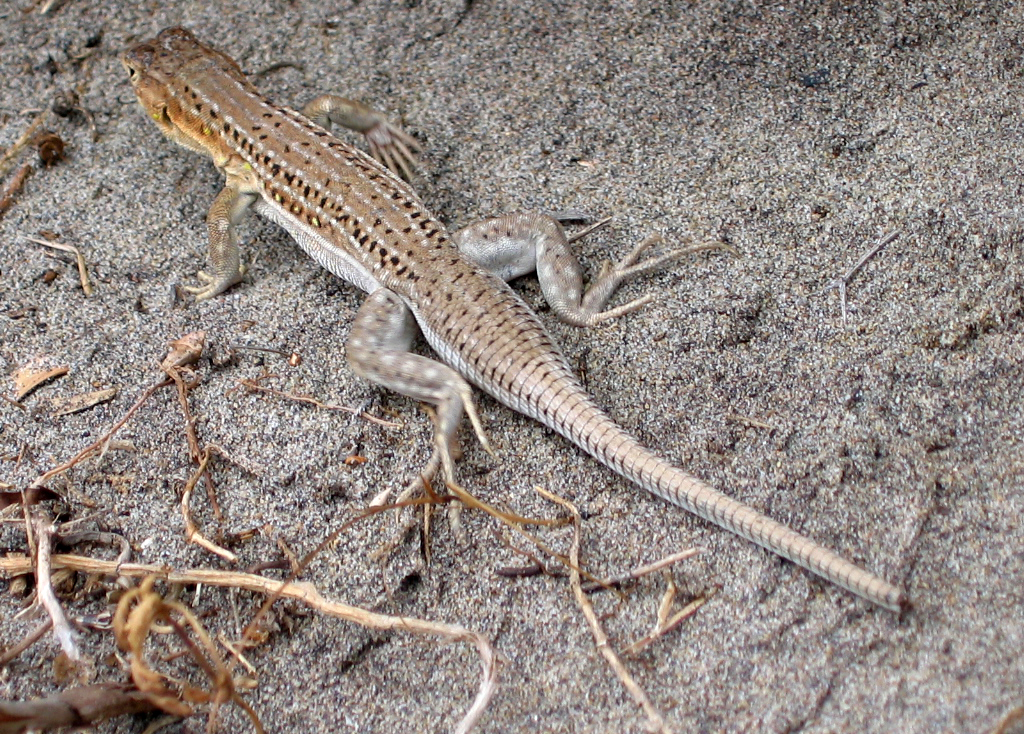
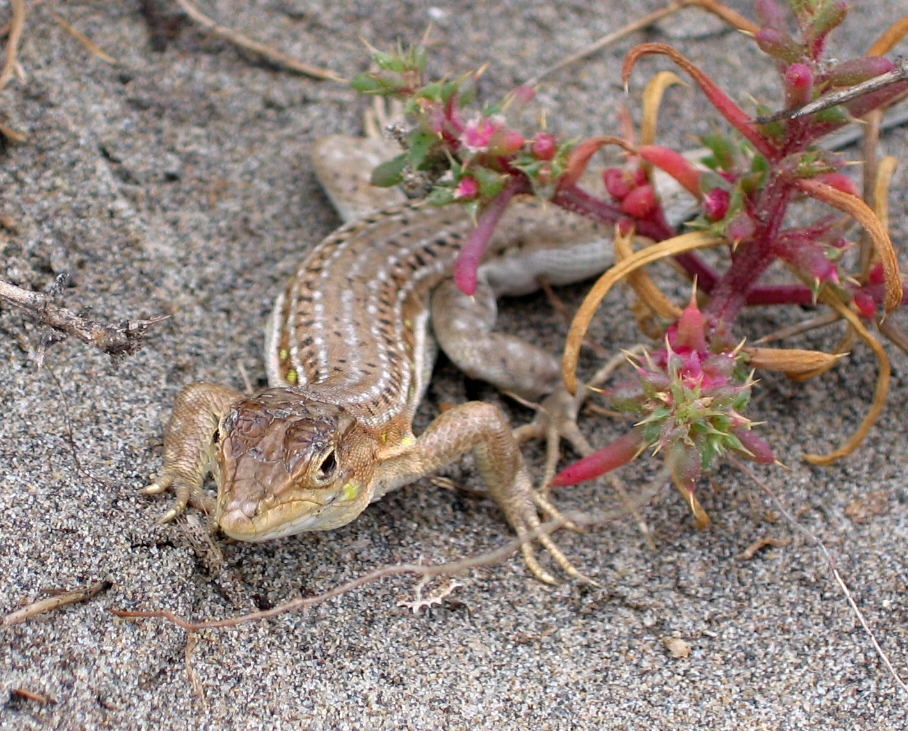
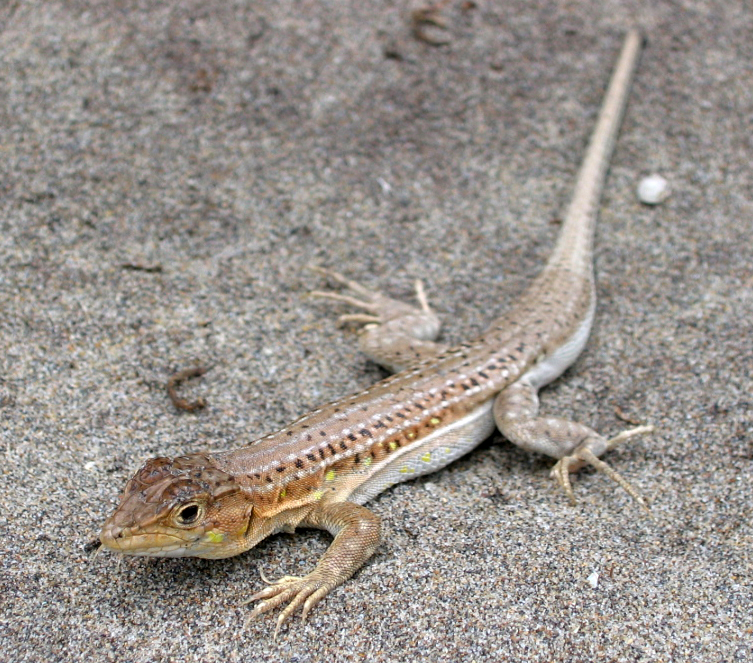